# 노르마 루이스
노르마 루이스(Norma Ruiz, 1982년 6월 9일 ~ )는 스페인의 배우이다.